# Tim Abeyie
 (juillet 2022).
Timothy Akwesi « Tim » Abeyie (né le 7 novembre 1982, Westminster, Londres) est un athlète britannique, spécialiste du 200 m qui représente en dernier temps le Ghana.

## Carrière
Il a participé aux Championnats du monde en salle en 2004, à ceux de 2006 et aux Championnats d'Europe de 2006 sans atteindre la finale.
Il a remporté une médaille de bronze en tant que relayeur du 4 x 100 mètres britannique lors de l'Universiade d'été de 2005 à Izmir.
Son meilleur temps sur le 200 m, de 20 s 57, a été réalisé à Eton, dans le Berkshire le 5 juillet 2008.
Ayant d'abord représenté la Grande-Bretagne et le Pays de Galles, il est autorisé à porter les couleurs du Ghana depuis l'été 2011,. 
Il participe aux Jeux africains de 2011 à Maputo ; médaillé d'argent du relais 4 x 100 mètres, il doit déclarer forfait pour la finale du 200 mètres en raison d'une intoxication alimentaire juste avant la course. .
Il est membre du relais 4 x 100 mètres ghanéen médaillé de bronze aux championnats d'Afrique de 2012 à Porto-Novo et médaillé d'argent à ceux de 2014 à Marrakech.
Le 4 juillet 2015, il est positif à un test antidopage lors d'une compétition à Kaiserslautern, en Allemagne. Il est interdit de compétition pendant quatre ans du 17 juillet 2015 au 16 juillet 2019.

## Palmarès
| Date                            | Compétition                         | Lieu                       | Résultat                   | Épreuve                    | Temps                      |
| Représentant l' Angleterre      | Représentant l' Angleterre          | Représentant l' Angleterre | Représentant l' Angleterre | Représentant l' Angleterre | Représentant l' Angleterre |
| ------------------------------- | ----------------------------------- | -------------------------- | -------------------------- | -------------------------- | -------------------------- |
| 2000                            | Jeux du Commonwealth de la jeunesse | Édimbourg                  | 3e                         | 200 m                      | 21 s 47                    |
| Représentant la Grande-Bretagne |                                     |                            |                            |                            |                            |
| 2003                            | Championnats d'Europe espoirs       | Bydgoszcz                  | 1er                        | 4 × 100 m                  | 40 s 02 (séries)           |
| 2005                            | Universiade                         | Izmir                      | 7e                         | 200 m                      | 21 s 35                    |
| 2005                            | Universiade                         | Izmir                      | 3e                         | 4 × 100 m                  | 39 s 41                    |
| 2006                            | Coupe d'Europe                      | Malaga                     | 3e                         | 4 × 100 m                  | 39 s 31                    |
| Représentant le Ghana           |                                     |                            |                            |                            |                            |
| 2011                            | Jeux africains                      | Maputo                     | 2e                         | 4 × 100 m                  | 38 s 95                    |
| 2012                            | Championnats d'Afrique              | Porto-Novo                 | 3e                         | 4 × 100 m                  | 39 s 40                    |
| 2014                            | Championnats d'Afrique              | Marrakech                  | 7e                         | 100 m                      | 10 s 40                    |
| 2014                            | Championnats d'Afrique              | Marrakech                  | 2e                         | 4 × 100 m                  | 39 s 28                    |

| Date | Compétition                              | Lieu      | Résultat | Épreuve | Temps   |
| ---- | ---------------------------------------- | --------- | -------- | ------- | ------- |
| 2004 | Championnats de Grande-Bretagne en salle | Sheffield | 1er      | 200 m   | 21 s 02 |
| 2006 | Championnats de Grande-Bretagne en salle | Sheffield | 1er      | 60 m    | 6 s 64  |
| 2006 | Championnats de Grande-Bretagne en salle | Sheffield | 1er      | 200 m   | 20 s 96 |